# Râul Floroaia
Râul Floroaia este un curs de apă situat în Depresiunea Întorsura Buzăului, afluent de dreapta al râului  Lădăuțiul Mare.

## Hărți
- Harta județului Covasna